# Perystyl

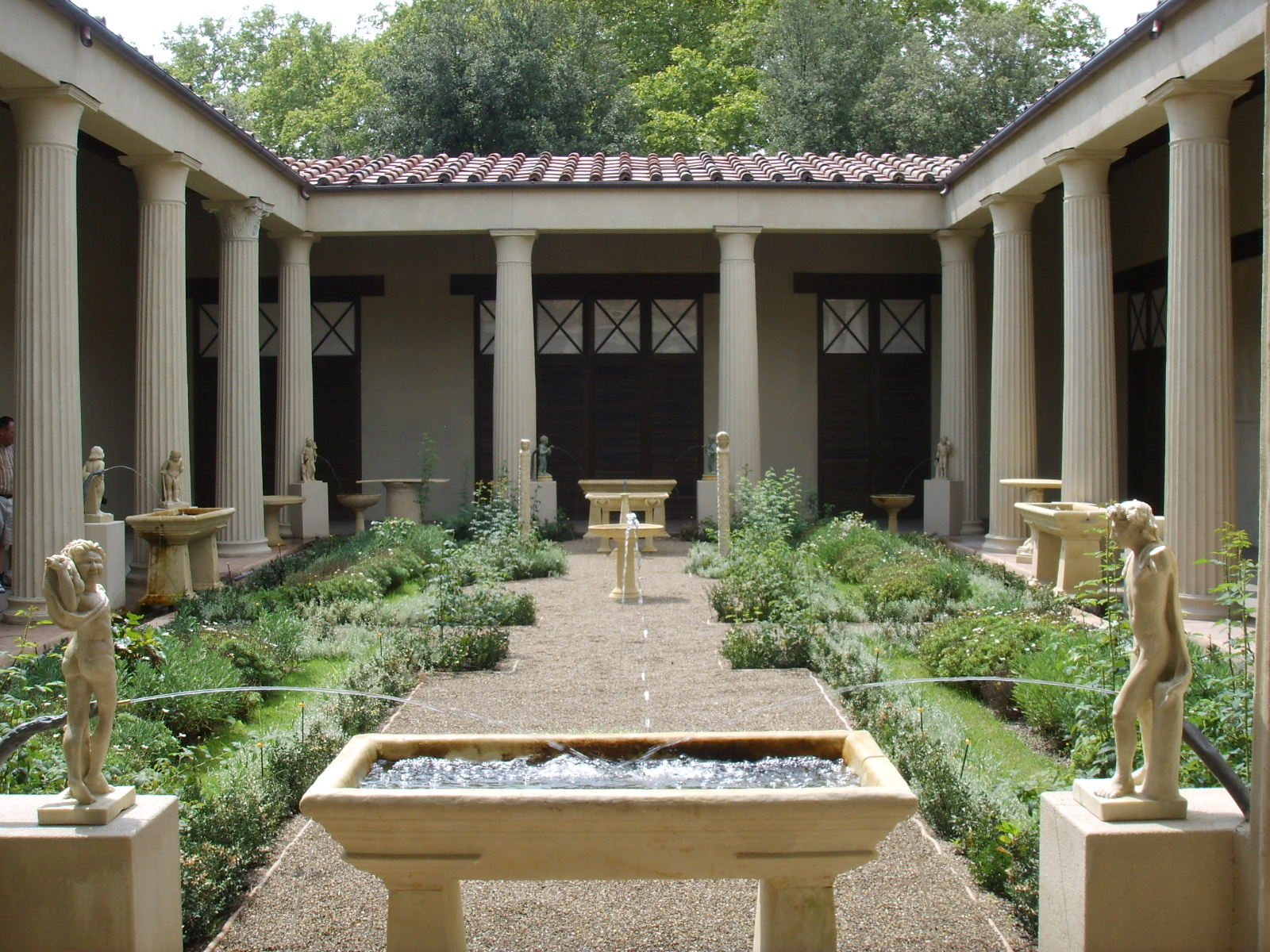
Rekonstrukcja rzymskiego perystylu

Perystyl (gr. peristyles - otoczony kolumnami) – wewnętrzny dziedziniec lub ogród w starożytnych świątyniach egipskich lub pałacach, willach itp., otoczony portykiem kolumnowym. W zamożnych domach greckich lub rzymskich (łac. peristilium) był to najczęściej ogród położony pośrodku domu i otoczony kolumnadą.